# قصر اشياحنة (أولاد بنعيسى الفوقانية)
قصر اشياحنة هو دُوَّار يقع بجماعة عرب صباح زيز، إقليم الرشيدية، جهة درعة تافيلالت في المملكة المغربية. ينتمي الدوّار لمشيخة أولاد بنعيسى الفوقانية التي تضم 9 دواوير. يقدر عدد سكانه بـ 748 نسمة حسب الإحصاء الرسمي للسكان والسكنى لسنة 2004.

## روابط خارجية
- البوابة الوطنية للجماعات الترابية نسخة محفوظة 12 مارس 2018 على موقع واي باك مشين.
- المندوبية السامية للتخطيط